# Biserica de lemn „Sfântul Gheorghe” din Ceadîr
Biserica de lemn „Sf. Gheorghe” este o biserică amplasată în Ceadîr, raionul Leova, Republica Moldova. Este un monument arhitectural de importanță națională inclus în Registrul monumentelor Republicii Moldova ocrotite de stat cu nr. 256 (raionul Leova). Datează din 1898.